# Paraegle tessellata
Paraegle tessellata är en fjärilsart som beskrevs av Aleksey Maksimovich Gerasimov 1931. Paraegle tessellata ingår i släktet Paraegle och familjen nattflyn. Inga underarter finns listade i Catalogue of Life.